# Мезенцев, Владимир Георгиевич

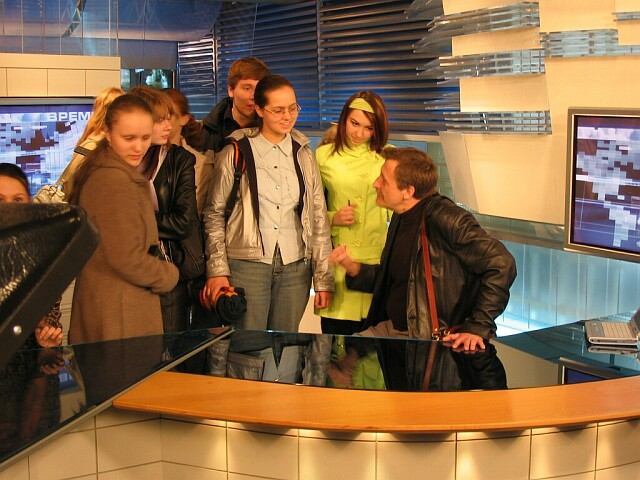
Владимир Мезенцев с учениками Школы тележурналистики, рекламы и паблик рилейшнз в телецентре «Останкино»

Владимир Георгиевич Мезенцев (28 января 1953, Москва — 26 февраля 2008, там же) — российский журналист, преподаватель журфака МГУ, пресс-секретарь Бориса Ельцина, лидер первой региональной революции в СССР (Сахалин, весна 1988), первым открыл для советских телезрителей опального в то время Бориса Ельцина и предоставил слово православному священнику. 
Основатель и первый руководитель школы журналистики Центрального дома журналиста (в н.в. Школа журналистики имени Владимира Мезенцева при Центральном доме журналиста).

## Биография

### Ранние годы
Владимир Мезенцев родился 28 января 1953 года в семье капитана дальнего плавания, участника войны в Испании Георгия Афанасьевича Мезенцева и кинооператора, выпускницы ВГИКа Анны Захаровны Мезенцевой. С восьмого класса он занимался в Московском городском клубе юных моряков, речников и полярников. Потом поступил в Одесский институт инженеров морского флота.

### Работа
По окончании института работал старшим рулевым теплохода «Москва», помощником капитана на кораблях «Казахстан» и «Леонид Собинов» (ЧМП, Черноморское морское пароходство). Ходил по маршрутам Москва — Болгария — Москва, Новый Орлеан — Колумбия — Мексика — Венесуэла — Ямайка — Каймановы острова — Сан Андрес — Новый Орлеан. Работал в журналах «Морской сборник», «Водный транспорт», «Морской флот».

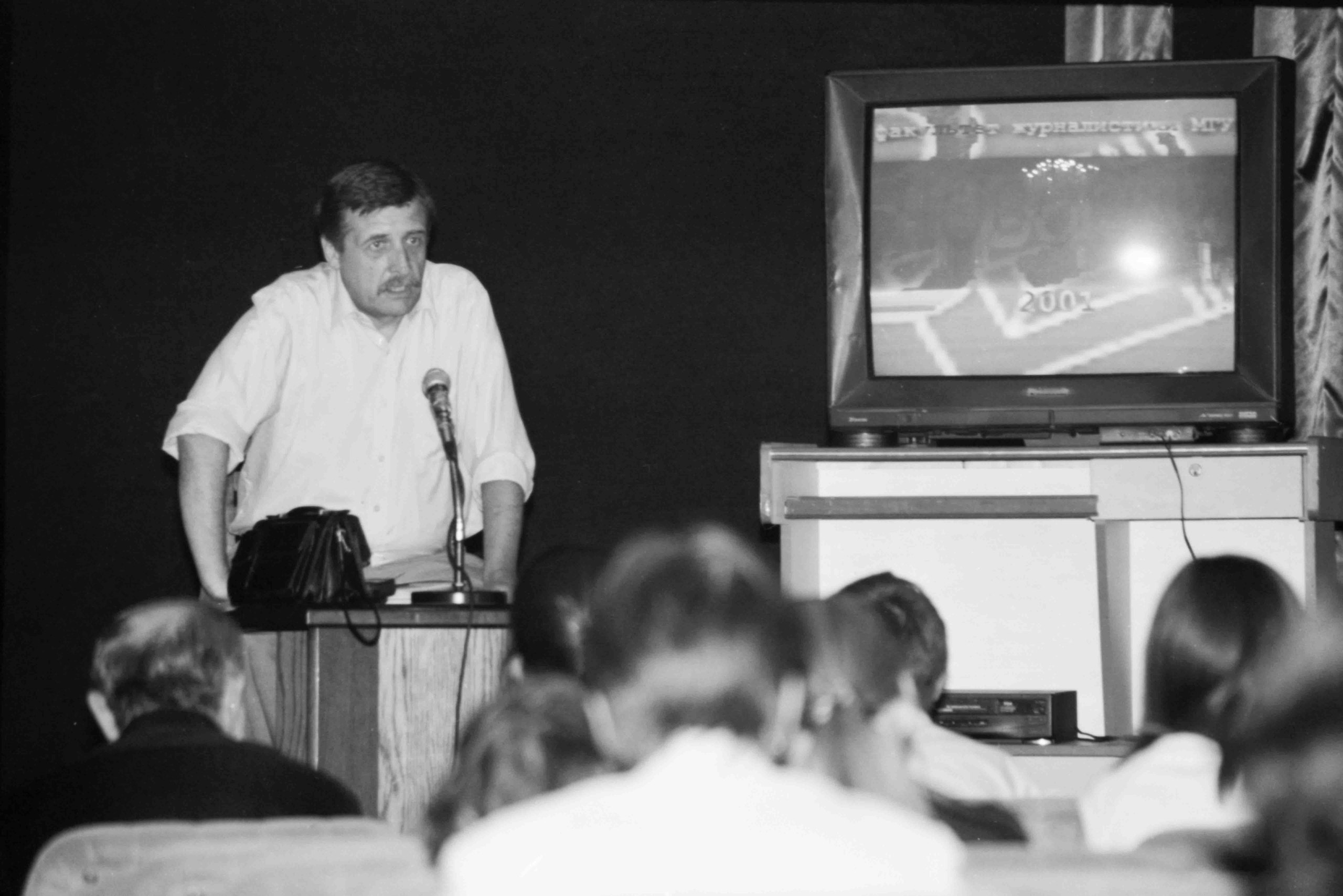
Владимир Мезенцев ведет занятие в концертном зале Центрального дома журналиста.

С 1968 г. начинает публиковаться в центральных СМИ и выходить в эфир на радио и телевидения. Учился на журфаке и филфаке МГУ. Издательство «Молодая гвардия» в 1978 году выпускает первую книжку «Знойный курс».
На центральном телевидении Владимир Мезенцев работал для программы «Время», «Международная панорама», «Наше обозрение», а позже в редакции программ для молодежи Центрального телевидения — «Взгляд», «12 этаж», «Прошу слова», «Лестница», «Мир и молодежь», «Прожектор перестройки». Печатался в журнале «Молодой коммунист», самой массовой газете СССР — «Труд», газете «Трибуна», «Актуальная информация», «Версия», «Российской газете», «Литературной газете» журнале «Журналист», и др. Издавал газету «Репортер. Российское обозрение» и «Российское богатство». Сайт журналистских расследований Владимира Мезенцева за несколько месяцев работы собрал более 30 000 откликов и ссылок.
За критические материалы на Центральном телевидении был отправлен собственным корреспондентом Гостелерадио СССР на о. Сахалин. 40 секунд эфира на местном радио сделали Владимира Мезенцева лидером первой региональной революции в Советском Союзе. После событий в Южно-Сахалинске Гостелерадио СССР отозвало Владимира Мезенцева в Москву. В Сахалинской области репортер проработал 50 дней.
С 1989 по 1990 г.г. работал пресс-секретарем Бориса Ельцина и руководителем пресс-центра Межрегиональной депутатской группы — первой парламентской оппозиции в СССР.
В 1990 г. КГБ СССР опубликовал во всех центральных газетах заявление, посвященное публикациям Владимира Мезенцева, с просьбой к Прокуратуре СССР разобраться с автором. 
Президент Аджарии Аслан Абашидзе считает, что Владимир Мезенцев помог предотвратить гражданскую войну в Аджарии. 
В 2001 году Мезенцев создал факультет журналистики Института гуманитарного образования, работал там на должностях декана и профессора. В этом же году начал работать профессором кафедры журналистики и массовых коммуникаций Института повышения квалификации работников телевидения и радио. С 2002 по 2006 год преподавал на кафедре телевидения и радиовещания МГУ.
В 2003 году стал организатором первого Всероссийского конкурса «Юные журналисты России» и Школы журналистики в Центральном доме журналиста.
Член Союза журналистов России, академик Евразийской академии телевидения и радио. 

### Смерть
Владимир Мезенцев умер 26 февраля 2008 года в больнице из-за травм, полученных в результате нападения на него 2 февраля в собственной квартире.
Коллеги журналиста вспоминают Владимира Георгиевича 15 декабря, в День памяти погибших журналистов.

## Награды и звания
- Почетный гражданин Сахалина[27]
- Лауреат премии «За создание новой телевизионной формы и активную гражданскую позицию»[28][29]
- Газета «Известия» назвала Владимира Мезенцева лучшим тележурналистом года, его работа на телевидении получала призы на телефестивалях в Париже, Пампорово, Братиславе[30]
- Лауреат журнала «Журналист»[31]
- Институт социологии РАН назвал Владимира Мезенцева одним из лучших журналистов, наиболее глубоко освещающих политическую и экономическую жизнь страны[32]